# آیرینج
آیرینج (به لاتین: Ayrınc، تا ۱ مارس ۲۰۰۳ آرینج Arınc) یک منطقه مسکونی در جمهوری آذربایجان است که در شهرستان شاهبوز واقع شده‌است. آیرینج ۵۴۶ نفر جمعیت دارد.